# Driveways
Driveways è un film del 2019 scritto e diretto da Andrew Ahn.

## Trama
Un bambino molto timido e introverso accompagna la madre nell'Upstate New York per aiutarla e sistemare la casa della zia appena morta. Qui finisce per stringere un'inaspettata amicizia con l'anziano e burbero vicino di casa.

## Produzione

### Riprese
Le riprese principali sono state realizzate nell'Upstate New York tra il luglio e l'agosto 2018.

## Distribuzione
Il film ha avuto la sua prima il 10 febbraio 2019 in occasione del Festival internazionale del cinema di Berlino.

## Accoglienza
Il film ha ottenuto recensioni molto positive da parte della critica. L'aggregatore di recensioni Rotten Tomatoes riporta il 99% di recensioni positive basato sulle opinioni di settantasette critici, con un punteggio medico di 7,9/10. Metacritic riporta un punteggio di 83 su 100 basato su 19 recensioni.

## Riconoscimenti
- 2020 - Independent Spirit Awards
  - Candidatura per la miglior attrice protagonista per Hong Chau
  - Candidatura per la miglior sceneggiatura d'esordio per Hannah Bos e Paul Thureen